# Archiv für Frankfurts Geschichte und Kunst
Das Archiv für Frankfurts Geschichte und Kunst ist das Organ der Gesellschaft für Frankfurter Geschichte, vormals Frankfurter Verein für Geschichte und Landeskunde. Es erscheint seit 1839.